# Stettler

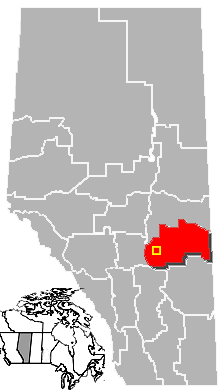
Localização de Stettler em Alberta.

Stettler é um município canadense da província de Alberta. Está localizada a 101 km ao leste de Red Deer. Sua população, segundo o censo de 2002, era de 5.226 habitantes.